# Frederick Ashworth
Frederick Lincoln "Dick" Ashworth (Beverly, Massachusetts, 24 de enero de 1912 - Phoenix, Arizona, 3 de diciembre de 2005) fue un oficial de la Armada de los Estados Unidos. Sirvió como artillero en el Boeing B-29 Superfortress que lanzó una bomba atómica en Nagasaki, Japón, el 9 de agosto de 1945 durante la Guerra Mundial II.
Se graduó en 1933 en la Academia Naval de los Estados Unidos de Annapolis, Maryland. Ashworth comandó el Escuadrón Once de Torpedos (VT-11), una unidad Grumman TBF Avenger con base en Guadalcanal que voló en misiones de patrullaje, búsqueda y colocación de minas nocturnas en apoyo de la Nueva Campaña de Georgia en las Islas Salomón. Fue galardonado con el Cruz de Vuelo Distinguido por heroísmo mientras realizaba estas misiones. Luego participó en la Campaña de las islas Gilbert y Marshall como oficial de aviación en el personal de la V Fuerza Anfibia del Vicealmirante Richmond K. Turner.
Regresó a Estados Unidos en junio de 1944, cuando Ashworth se convirtió en aviador naval en el campo de pruebas navales en Dahlgren, Virginia. En noviembre de 1944 fue asignado al Proyecto Manhattan y supervisó las pruebas de componentes de bombas atómicas en Wendover. En febrero de 1945, viajó a Guam, donde conoció al almirante de la flota Chester Nimitz, y seleccionó a Tinian como base de operaciones para el 509.º grupo compuesto. Después de la guerra, seleccionó el atolón de Bikini como el sitio para la Operación Crossroads.
Permaneciendo en la marina después de la guerra, Ashworth ascendió al rango de vicealmirante en mayo de 1966. Fue comandante de guardiamarinas en la Academia Naval de los Estados Unidos en 1958, y sirvió como comandante de la Sexta Flota de los Estados Unidos desde septiembre de 1966 hasta abril de 1967. Se retiró de la marina en 1968 y murió en 2005.
- Datos: Q2938745
- Multimedia: Frederick Ashworth / Q2938745